# Campeonato Mundial de Esqui Alpino de 2005

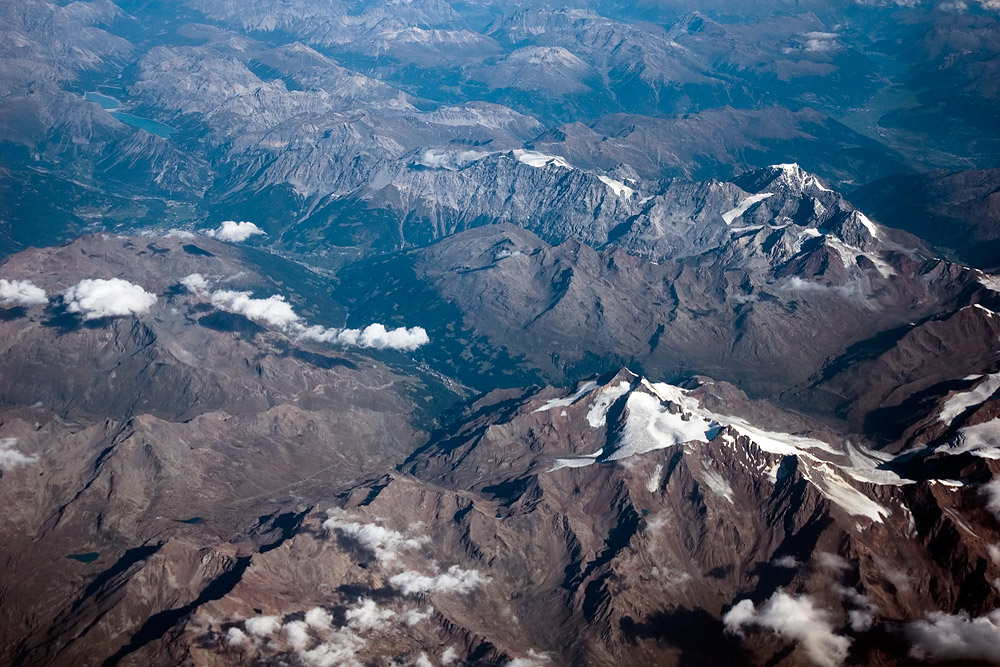
Bornio e Valfurva, montanhas nas quais se realiza o esporte.

O Campeonato Mundial de Esqui Alpino de 2005 foi a 38º edição do evento, foi realizado em Bormio, Itália, entre 28 de janeiro e 13 de fevereiro de 2005.

## Resultados

### Masculino
| Event                  | Ouro                                   | Prata                                    | Bronze                                   |
| ---------------------- | -------------------------------------- | ---------------------------------------- | ---------------------------------------- |
| Descenso (05.02)       | Bode Miller · Estados Unidos · 1:56,22 | Daron Rahlves · Estados Unidos · 1:56,66 | Michael Walchhofer · Áustria · 1:57,09   |
| Slalom (12.02)         | Benjamin Raich · Áustria · 1:41,34     | Rainer Schönfelder · Áustria · 1:41,58   | Giorgio Rocca · Itália · 1:42,08         |
| Slalom gigante (09.02) | Hermann Maier · Áustria · 2:50,41      | Benjamin Raich · Áustria · 2:50,66       | Daron Rahlves · Estados Unidos · 2:51,09 |
| Súper G (29.01)        | Bode Miller · Estados Unidos · 1:27,55 | Michael Walchhofer · Áustria · 1:27,69   | Benjamin Raich · Áustria · 1:28,23       |
| Combinado (03.02)      | Benjamin Raich · Áustria · 3:19,10     | Aksel Lund Svindal · Noruega · 3:20,01   | Giorgio Rocca · Itália · 3:20,08         |

### Feminino
| Event                | Ouro                                | Prata                                  | Bronze                                   |
| -------------------- | ----------------------------------- | -------------------------------------- | ---------------------------------------- |
| Descenso (06.02)     | Janica Kostelić · Croácia · 1:39,90 | Elena Fanchini · Itália · 1:40,16      | Renate Götschl · Áustria · 1:40,29       |
| Eslalom (13.02)      | Janica Kostelić · Croácia · 1:47,98 | Tanja Poutiainen · Finlândia · 1:48,16 | Šárka Záhrobská · Chéquia · 1:48,65      |
| Gran eslalom (08.02) | Anja Pärson · Suécia · 2:13,63      | Tanja Poutiainen · Finlândia · 2:13,82 | Julia Mancuso · Estados Unidos · 2:14,27 |
| Súper G (30.01)      | Anja Pärson · Suécia · 1:17,64      | Lucia Recchia · Itália · 1:18,09       | Julia Mancuso · Estados Unidos · 1:18,40 |
| Combinado (04.02)    | Janica Kostelić · Croácia · 2:53,70 | Anja Pärson · Suécia · 2:55,15         | Marlies Schild · Áustria · 2:56,40       |

### Equipes
| Event           | Ouro               | Prata             | Bronze           |
| --------------- | ------------------ | ----------------- | ---------------- |
| Equipes (13.02) | Alemanha · 26 pts. | Áustria · 29 pts. | França · 38 pts. |

## Quadro de medalhas
| Ordem | País           | Medalha de ouro | Medalha de prata | Medalha de bronze | Total |
| ----- | -------------- | --------------- | ---------------- | ----------------- | ----- |
| 1     | Áustria        | 3               | 4                | 4                 | 11    |
| 2     | Croácia        | 3               | 0                | 0                 | 3     |
| 3     | Estados Unidos | 2               | 1                | 3                 | 6     |
| 4     | Suécia         | 2               | 1                | 0                 | 3     |
| 5     | Alemanha       | 1               | 0                | 0                 | 1     |
| 6     | Itália         | 0               | 2                | 2                 | 4     |
| 7     | Finlândia      | 0               | 2                | 0                 | 2     |
| 8     | Noruega        | 0               | 1                | 0                 | 1     |
| 9     | França         | 0               | 0                | 1                 | 1     |
|       | Chéquia        | 0               | 0                | 1                 | 1     |
|       | TOTAL          | 11              | 11               | 11                | 33    |